# Ilha Helena
A Ilha Helena (em inglês:  Helena Island) é uma ilha desabitada das ilhas da Rainha Isabel, no Arquipélago Ártico Canadiano. Situada em Nunavut, a leste da ilha Seymour. Tem uma área de de 327 km². Está separada da ilha Bathurst pelo estreito de Sir William Parker.